# Catástrofe de la presa de Malpasset
Malpasset fue un presa de arco del río Reyran, construido aproximadamente 7 km al norte de Fréjus en la Costa Azul, en el sur de Francia, en el departamento de Var. Se derrumbó el 2 de diciembre de 1959, matando a 421 personas en las inundaciones resultantes, aunque diversas fuentes indican los números de las muertes en 361, 400, 423, 429 o 510. Los daños ascendieron a 68 millones de dólares. La rotura fue causada por una fractura tectónica en la base rocosa impermeable, que no había sido estudiada adecuadamente. Las obras de construcción de una carretera cercana, en las que se utilizaron explosivos, también pudieron haber contribuido al desastre.

## Antecedentes

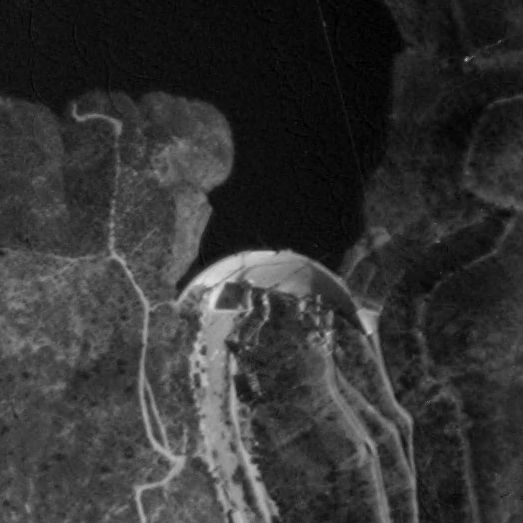
Vista aérea de la presa de Malpasset en 1955

La presa de Malpasset era de tipo de arco de doble curva de radio variable, comenzó su construcción en abril de 1952 y fue terminada en 1954 para el suministro de agua y riego para la región. Los retrasos afectaron a la construcción, debido a la falta de financiación y las huelgas laborales, deteniéndose un par de veces. Costó 580 millones de francos (con los precios de 1955), y fue dirigida por un conocido ingeniero francés, André Coyne. 
El proyecto fue financiado y propiedad del departamento de Var, simultaneándose su construcción con la autopista A8 que también se estaba construyendo a 200 metros ubicación de la presa.

## Desastre

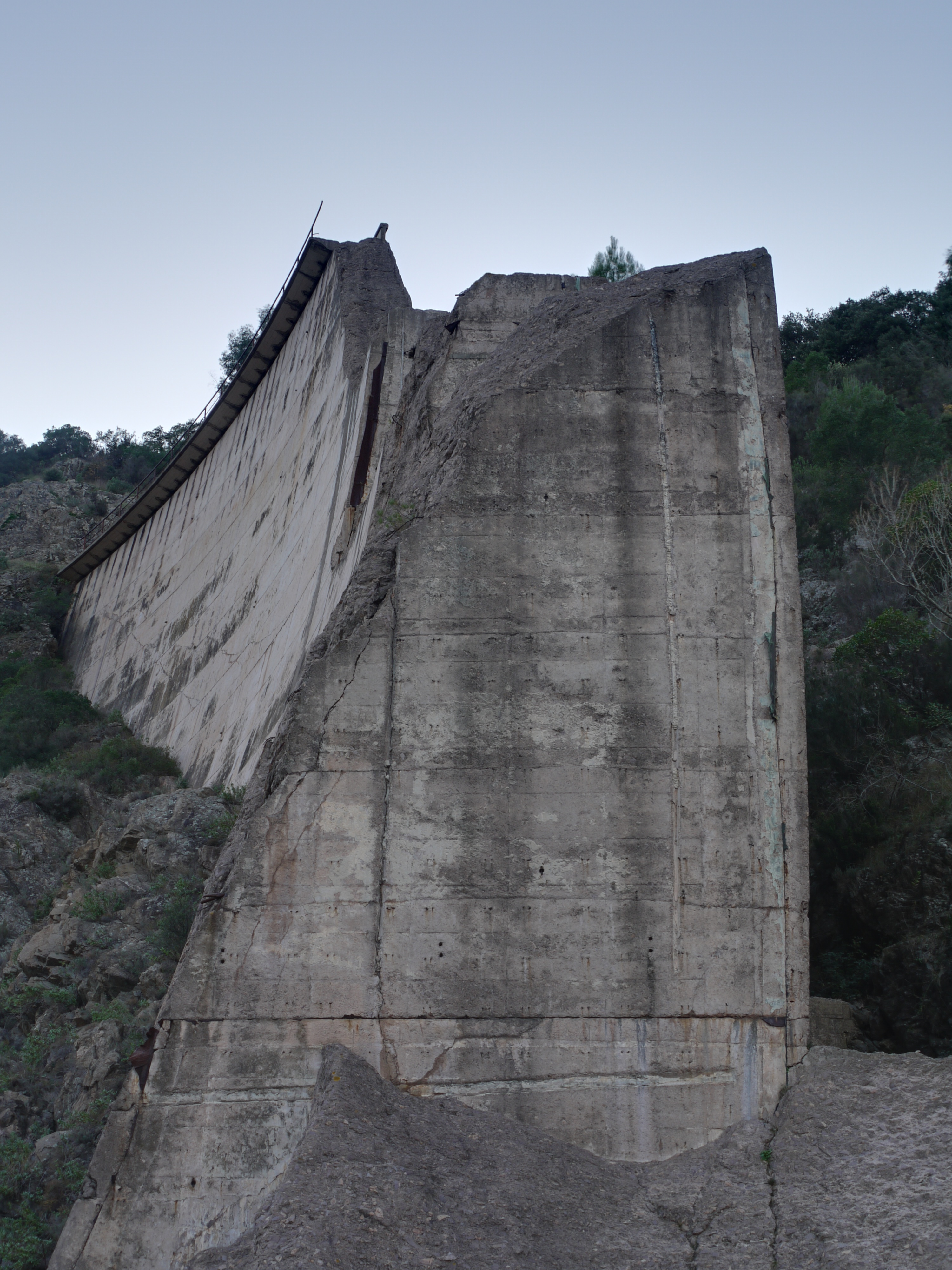
Detalle de los materiales de construcción de la presa

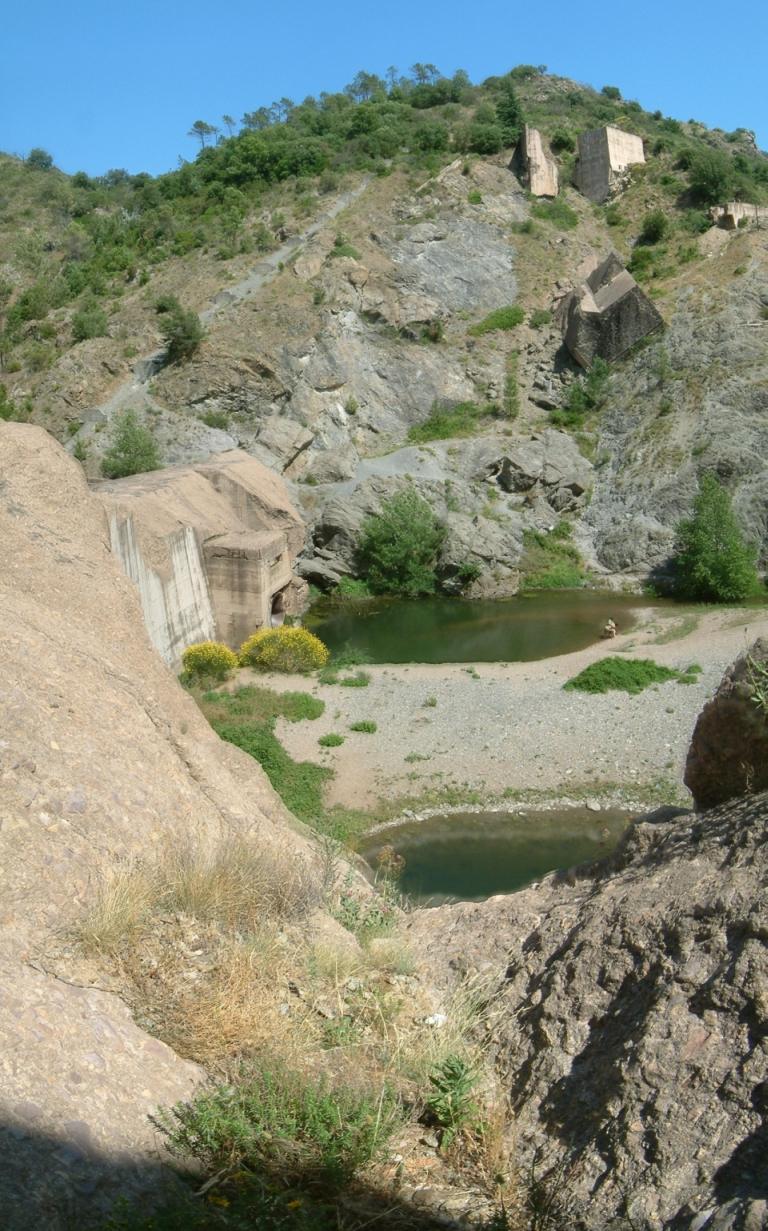
Imagen de lado a lado del embalse destruido

Las señales de un colapso inminente comenzaron en noviembre de 1959: "se observó un hilo de agua clara en lo alto del lado derecho" y luego, más tarde ese mes, se notaron grietas en la plataforma de hormigón en la base de la presa.
Durante la segunda quincena de noviembre de 1959 cayeron lluvias torrenciales en la región, con precipitaciones de 500 mm en diez días y 130 mm en 24 horas el 2 de diciembre.
Se produjo una inundación muy violenta: el nivel del embalse, que estaba unos diez metros por debajo de la coronación de la presa, subió muy rápidamente, 4 m en 24 horas; se produjeron filtraciones aguas abajo de la estructura, que se convirtieron en verdaderos manantiales a medida que subía el agua. Por lo tanto, sería necesario abrir completamente la válvula de drenaje para bajar el nivel del agua en la presa. Pero un kilómetro río abajo se encontraba la obra de construcción del puente sobre el Reyran en la autopista Esterel-Costa Azul. Verter el agua paralizaría las obras y podría incluso dañar la estructura en construcción. Por ello se decidió no abrir la compuerta. André Ferro, responsable de la presa, no recibió la orden de abrir la compuerta hasta las 18.00 horas del 2 de diciembre, cuando el agua estaba a punto de desbordarse, muy por encima del nivel de explotación e incluso del nivel de seguridad de la presa; el efecto de la apertura de la compuerta sobre la subida del agua era insignificante.
La presa se hundió el 2 de diciembre de 1959, a las 21:13. La pared entera se derrumbó, excepto sólo una pequeña parte en la orilla derecha. Incluso hoy, todavía hay partes de la presa dispersas en la zona. El hundimiento creó un tsunami de 40 metros de alto y que moviéndose a 70 km/h, destruyó dos pequeñas aldeas: Malpasset y Bozon, donde se construía la carretera, y en 20 minutos llegó a Fréjus, todavía en pie con 3 metros de altura. Varias pequeñas carreteras y vías férreas quedaron destruidas también, fluyendo el agua por la mitad occidental de Fréjus y finalmente llegó al mar.

## Causa

Vista frontal de las ruinas de la presa en 2009

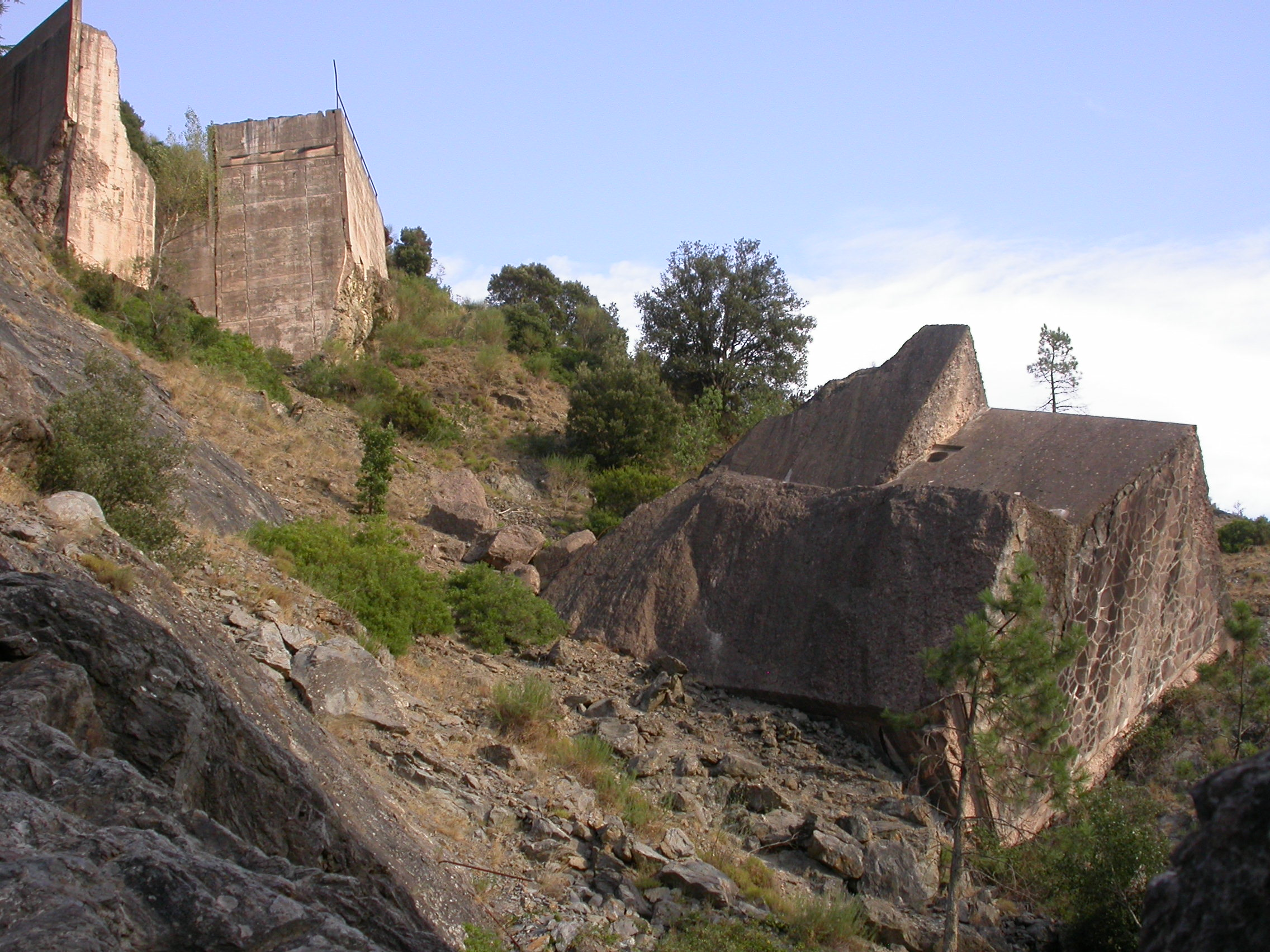
Trozos del embalse arrancados al romperse la presa

Estudios geológicos e hidrológicos se realizaron en 1946 y la ubicación de la presa se consideró adecuada, sin embargo debido a la falta de una financiación adecuada, el estudio geológico de la región no es exhaustivo. La litología subyacente de la presa es una roca metamórfica llamada gneis, que es un tipo de roca conocido por ser relativamente impermeable en el sentido de que no es significativo el flujo de agua subterránea dentro de la unidad de la roca, y no permite que el agua penetre en el terreno.
Semanas antes del desastre, se observaron algunos ruidos de agrietamiento, pero no fueron examinados. La parte derecha de la presa sufrió algunas filtraciones en noviembre de 1959.
Una falla tectónica más tarde fue encontrado como la causa más probable de la catástrofe. El agua recogida por la pared, incapaz de escapar a través de las rocas presionaba en diagonal hacia la pared de la presa. Las explosiones durante la construcción de la carretera podrían haber causado el desplazamiento de la roca base de la presa.
Entre el 19 de noviembre y el 2 de diciembre hubo 50 cm de lluvia, y 13 cm en las 24 horas antes del colapso. El nivel de agua en el dique era sólo de 28 cm de distancia desde el borde. La lluvia continuó, y el jefe de presa quiso abrir las válvulas de descarga, pero las autoridades se negaron, alegando que la construcción de la carretera tendría peligro de inundación. 5 horas antes del colapso, a las 18:00 en punto, se abrieron las válvulas, pero con una tasa de desagüe de 40 m³ / s, no fue suficiente para vaciar la presa a tiempo.
Hasta el accidente de Malpasset, sólo hubo otros cuatro accidentes en presas de arco:
- Presa Manitou, Manitou Springs, Colorado, 1924
- Presa Moyie, Moyie Springs, Idaho, 1926, que todavía está en uso, generando electricidad
- Lago Lanier, Carolina del Norte, 1926
- Presa Purísima, California, 1930